# Taghøgeskæg
Taghøgeskæg (Crepis tectorum), ofte skrevet tag-høgeskæg, er en én- eller toårig plante i kurvblomst-familien. De gule blomster sidder i en halvskærmagtig top. Artens navn skyldes, at den nogle steder skulle vokse på tage af græstørv.

## Beskrivelse
Taghøgeskæg er en 25-60 centimeter høj urt. Blomsterne sidder i 2 centimeter brede kurve, hvis svøbblade har mørke kirtelhår på ydersiden og er tiltrykt hårede på indersiden, hvilket adskiller den fra den lignende grøn høgeskæg. Desuden er frugten fint tornet i spidsen og stænglens øvre blade, der er linjeformede, har indrullet rand.

## Udbredelse
Arten findes udover i Europa og Nordasien også som indslæbt i Nordamerika.
I Danmark findes taghøgeskæg hist og her på agerjord og ved veje, mest på sandbund. Den blomstrer juni til august.